# Lankanectes
Lankanectes é um género de anfíbio anuro pertencente família Ranidae.

## Espécies
- Lankanectes corrugatus (Peters, 1863)
- Lankanectes pera Senevirathne, Samarawickrama, Wijayathilaka, Manamendra-Arachchi, Bowatte, Samarawickrama, and Meegaskumbura, 2018